# 保科正寿
保科 正寿（ほしな まさひさ）は、上総飯野藩の第5代藩主。
宝永元年（1704年）、第3代藩主・保科正賢の三男として生まれる（生年には元禄15年（1702年）説もある）。異母兄で第4代藩主の正殷に嗣子が無かったため、享保2年（1717年）2月にその養子となり、享保3年（1718年）11月22日に正殷が隠居すると家督を継いだ。12月には従五位下、弾正忠に叙位・任官する。
享保4年（1719年）、享保6年（1721年）、享保7年（1722年）に和田倉門番、享保5年（1720年）、享保18年（1733年）に日光祭礼奉行、享保10年（1725年）、享保11年（1726年）、享保17年（1732年）、元文2年（1737年）に半蔵口門番、享保8年（1723年）、享保13年（1728年）、享保15年（1730年）に大坂加番、元文2年（1737年）7月に大坂定番に任じられるなど、諸役を歴任した。
元文4年（1739年）5月29日、大坂で死去した。享年36。跡を次男の正富が継いだ。

## 系譜
父母
- 保科正賢（実父）
- 春覚院 ー 高木幾右衛門の娘、側室（実母）
- 保科正殷（養父）

正室
- 於染、慈照院 ー 津軽信寿の娘

子女
- 保科正富（次男）生母は慈照院（正室）
- 清光院